# Le Roman d'une contrebasse
Le Roman d’une contrebasse est une nouvelle d’Anton Tchekhov (en russe : Roman s kontrabason).

## Historique
Le Roman d’une contrebasse est initialement publiée dans la revue russe Les Éclats, numéro 23, du 7 juin 1886, signée A.Tchékhonté.

## Résumé
Le joueur de contrebasse Smytchkov se rend chez le prince Biboulov pour une soirée musicale. En route, il s’arrête pour se baigner dans une rivière. Il aperçoit une jeune fille endormie sur la rive d’en face. Galant, il attache un bouquet de fleurs à l’hameçon de sa canne à pêche. Quand il revient sur sa rive, ses affaires ont disparu, excepté sa contrebasse et son haut-de-forme. Il se réfugie, nu comme un ver, sous un pont, espérant le passage d’âmes compatissantes.
La jeune fille s’est réveillée. Croyant son hameçon coincé, elle se déshabille et plonge le dégager. Quand elle revient sur la rive, on lui a dérobé ses vêtements. Elle se dirige, nue, vers le pont.
Passé l’émoi de la rencontre, Smytchkov propose à la jeune fille, la princesse Biboulov, de se cacher dans l’étui de sa contrebasse. Il propose de l’emmener ainsi jusqu’à la prochaine ferme.
En route, il croit apercevoir ses voleurs. Il les poursuit, en laissant la princesse dans l’étui de la contrebasse. Deux amis musiciens qui passent par là reconnaissent l'étui de l'instrument et l’emmène chez le prince. L’étui est ouvert devant le futur gendre… Smytchkov est lui, paraît-il, toujours sous le pont, en train d’attendre.

## Édition française
- Le Roman d’une contrebasse, traduit par Madeleine Durand et Édouard Parayre, révision de Lily Dennis, Bibliothèque de la Pléiade, éditions Gallimard, 1967  (ISBN 978 2 07 0105 49 6).

## Adaptations
La nouvelle a servi à Antonin Peretjatko pour une séquence de son film La pièce rapportée.